# Трифешти (Њамц)
Трифешти (рум. Trifeşti) насеље је у Румунији у округу Њамц у општини Трифешти. Oпштина се налази на надморској висини од 235 m.

## Становништво
Према подацима из 2002. године у насељу је живело 5087 становника, од којих су сви румунске националности.

### Хронологија
| Година       | 1992 | 1993 | 1994 | 1995 | 1996 | 1997 | 1998 | 1999 | 2000 | 2001 | 2002 | 2003 | 2004 | 2005 | 2006 | 2007 | 2008 | 2009 | 2010 | 2011 | 2012 | 2013 | 2014 | 2015 | 2016 | 2017 |
| ------------ | ---- | ---- | ---- | ---- | ---- | ---- | ---- | ---- | ---- | ---- | ---- | ---- | ---- | ---- | ---- | ---- | ---- | ---- | ---- | ---- | ---- | ---- | ---- | ---- | ---- | ---- |
| Становништво | 5384 | 5358 | 5351 | 5341 | 5282 | 5212 | 5190 | 5146 | 5147 | 5136 | 5111 | 5114 | 5117 | 5117 | 5159 | 5169 | 5162 | 5171 | 5177 | 5173 | 5154 | 5142 | 5109 | 5071 | 5049 | 5057 |